# A kegyelmes úr rokona
A kegyelmes úr rokona 1941-es fekete-fehér magyar vígjáték Szilassy László, Simor Erzsi és Mezey Mária főszereplésével.

## Történet
|  | Alább a cselekmény részletei következnek! |

Szávay Gábor már egy éve dolgozik gazdag névrokona, Szávay Ákos vállalatánál. Előlépését egy könyv megírásától reméli, amit elvitt minden igazgatónak, akik mind a szemétbe dobták azt. Névrokonának, a vezérigazgatónak csak Kublics bácsi, kedves, öreg kollégája javaslatára adja oda, de előbb felhívja időpontért. Névrokona megengedi neki, hogy "Ákos bátyámnak" szólítsa őt. Ezt hallva az egyik igazgató megijed, attól tart, hogy Gábor a kegyelmes úr rokona. Ezt elmondja a többi igazgatónak is, és mind előkeresik a kegyelmes úr rokonának könyvét.
Azonban Szávay Ákos őméltósága váratlanul meghal. Éppen azon a napon, amikorra Gábort tárgyalni hívta. Az összes "rokon" és barát, aki a részvétét jöttek kifejezni fiatal özvegyének. A csinos özvegy és testvére, akik az elhunyt Szávay Ákos vagyonára pályáznak nagyon megrémültek az új rokon láttán, ezért lépéseket tettek: először is kutatást végeznek, hogy tényleg rokon-e, másodszor az özvegynek el kell csábítania Gábort. A második terv megbukott, mivel Gábor egyedül menyasszonyát, Klárit szereti, viszont sikerült kideríteniük, hogy nem Gábor vérrokona a kegyelmes úrnak.
A végrendelet felolvasásánál viszont fény derül a két Szávay és az egész vagyont Gábor örökli, aki ezentúl jólétben és boldogságban él menyasszonyával, Klárival.
|  | Itt a vége a cselekmény részletezésének! |

## Szereplők
- Szilassy László – Szávay Gábor
- Simor Erzsi – Klára
- Somlay Artúr – Szávay Ákos, vezérigazgató
- Mezey Mária – Aliz (Szávay Ákos felesége)
- Rózsahegyi Kálmán – Kublics
- Csortos Gyula – Rafael
- Greguss Zoltán – Tihamér, Aliz bátyja
- Kőváry Gyula – Józsi bácsi (Tihamér barátja)
- Pethes Sándor – Ödön
- További szereplők: Köpeczi-Boócz Lajos, Mihályffy Béla, Toronyi Imre, Földényi László, Vándory Gusztáv

## Televíziós megjelenések
MTV1 / M1, MTV2 / M2, Duna TV, Filmmúzeum

## Jegyzetek

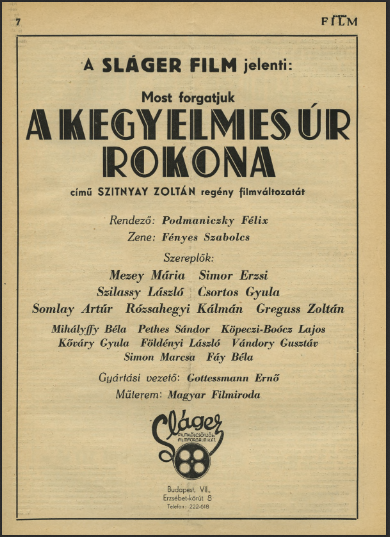
Híradás A kegyelmes úr rokona c. film forgatásáról. (Magyar Film, 1941. jan. 18.)